# 蝸牛子醬

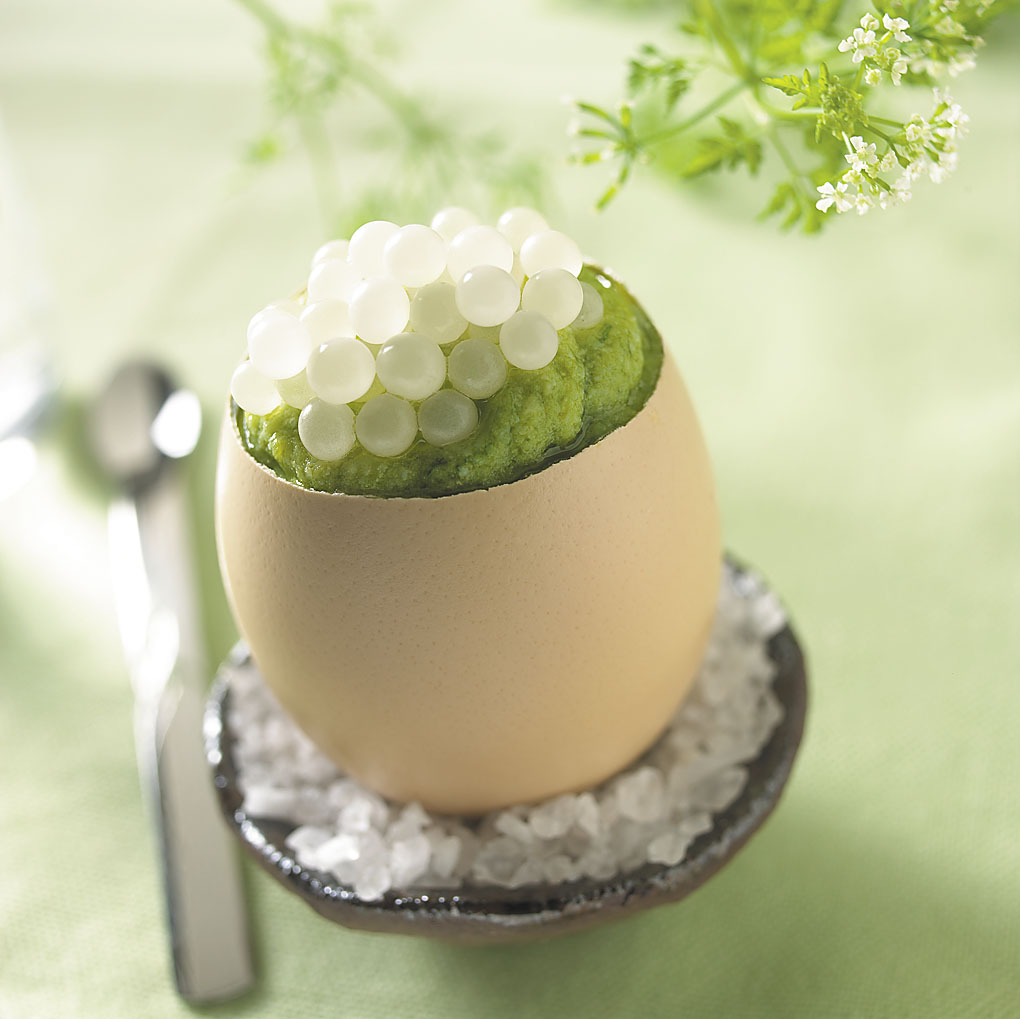
一道頂端裝飾著蝸牛子醬的菜餚

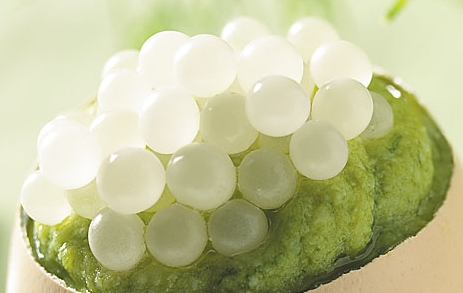
蝸牛子醬的特寫

蝸牛子醬（caviar d'escargots，亦稱為 蝸牛珍珠）是一種魚子醬 ，包括新鮮或者處理過的陸生蝸牛卵。
在其天然狀態下，蝸牛卵都是無色的。處理過後，蝸牛子醬呈現奶油色、粉白色或者白色，其大小一般在直徑3-4毫米。一些蝸牛卵甚至可以達到直徑3-6 毫米。某些專門生產蝸牛的商業蝸牛養殖場也包括生產蝸牛子醬。在2014年九月，某一品牌蝸牛子醬的零售價格甚至達到每50克罐裝超過150歐元。

## 特色
生蝸牛卵的外殼往往是精巧而易碎的。這些卵經過巴斯德消毒以便於保存。然而，經過巴氏殺菌的蝸牛卵被認為會影響其風味，因此某些處理後的罐裝蝸牛子醬不採用巴氏殺菌，而改用鹽水作為防腐劑。一些生產商甚至使用風味食鹽調製的鹽水來增添產品的風味。
蝸牛子醬的風味有時被描述為會讓人聯想到烤蘆筍，而在其他情况下也有人認為與烤蘑菇相似。某些評論認為蝸牛子醬所特有微妙的口味類似於木香調，其具有強烈的大自然味道，並且相較於魚子醬口感更脆些。蝸牛子醬亦可搭配其他餐點，像是吐司點、酸奶和香檳食用。它也可以入湯， 或者製作其他料理。

## 蝸牛養殖場
蝸牛養殖包含了飼養與採收專門供人類消耗用的產品。一些商業蝸牛養殖場收集和處理蝸牛子醬，然後包裝銷售給消費者。有時蝸牛被飼養於人工控管的溫度、光照和氣候等等條件的溫室，以提高蝸牛的產卵量。由於蝸牛是雌雄同體(同時具有雄性及雌性性器官)，所有蝸牛均可產卵。蝸牛一般於產卵後會將其卵埋入土中。 一種採集的方法是將產卵的蝸牛放置於鋪了土壤或砂的盒子裡，並且將其收集。蝸牛卵的產量相較於魚卵而言是相當微薄的，例如，以鱘魚為例，一個蝸牛每年大約產下四公克的卵，而一條鱘魚每年則能產下最多18公斤的卵。

## 市場
1987年八月在美國，報告指出Brut d'Escargot品牌蝸牛子醬的市場零售價格為$40每盎司（$1,400每）。 在當時，其售價相當於歐洲鰉魚子醬。在2007年十二月，一罐50克De Jaeger品牌的蝸牛子醬，養殖場位於法國蘇瓦松，零售價則是80歐元。在2014年九月，一罐50克的Viennese Snails品牌的蝸牛子醬，產地位於奥地利維也納，零售價超過150歐元。一罐50克罐大約相當於兩湯匙。某些蝸牛農場直接出售其蝸牛子醬給餐廳。

## 关联条目
- 珍饈
- 可食用蝸牛